# カラ・セブダ
『カラ・セブダ』（トルコ語: Kara Sevda）は、トルコのテレビドラマ。スターTVで2015年10月14日から2017年6月21日まで放送された。

## 登場人物
ケマル・ソイデレ
演：ブラク・オズチビット
ニハン・セジン・コスクオール / ニハン・セジン・ソイデレ
演：ネスリハン・アタギュル
エミール・コスクオール
演：カーン・ウルガンチオール